# イエメンの大統領
イエメンの大統領（イエメンのだいとうりょう、アラビア語: رئيس اليمن）は、イエメン共和国の元首（大統領）である。
2015年1月22日に第2代大統領のアブド・ラッボ・マンスール・ハーディーがいったん辞意を表明したが辞任に必要な議会承認を得られず、2月21日には辞意を撤回。一方で反政府勢力フーシのムハンマド・アリ・アル・フーシが革命評議会議長への就任を宣言し、以降も対立政府として存続しており、正統政府を巡って内戦が続いた。2022年4月7日にハーディーが自らの権限を大統領指導評議会に移譲した。

## 概要
1990年に成立したイエメン共和国憲法に基づいて設置。当初の名称は「大統領評議会議長（だいとうりょうひょうぎかいぎちょう）」。1994年からは大統領評議会を廃止して正式に大統領職を設置。

## 選出
1990年、1994年における大統領選出は下院（人民代表院）による間接選挙であった。
1999年から国民の直接投票による選出制となっている。任期は7年間。ただし2012年2月21日に行われた選挙で選出された大統領は、2年間の任期と定められている。

## 大統領の一覧
| イエメン共和国 (1990-現在)       |                                                                                  |                           |                                |                               |                                |              |                                                                          |          |                                                               |
| 大統領評議会議長 (1990-1994)     |                                                                                  |                           |                                |                               |                                |              |                                                                          |          |                                                               |
| 代                               | 議長                                                                             | 議長                      | 所属政党                       | 期                            | 在任期間                       | 在任期間     | 備考                                                                     | 副議長   | 副議長                                                        |
| 001                              | アリー・アブドッラー・サーレハ علي عبدالله صالح Ali Abdullah Saleh               |                           | 国民全体会議 （GPC）           | －                            | 1990年5月22日 - 1994年10月1日  | 4年 + 132日  |                                                                          |          | アリー・サーレム・アル・ビード Ali Salem al Beidh             |
| 001                              | アリー・アブドッラー・サーレハ علي عبدالله صالح Ali Abdullah Saleh               | （不在）（1994年5月以降） | 国民全体会議 （GPC）           | －                            | 1990年5月22日 - 1994年10月1日  | 4年 + 132日  |                                                                          |          |                                                               |
| 大統領 (1994-2016)               |                                                                                  |                           |                                |                               |                                |              |                                                                          |          |                                                               |
| 代                               | 大統領                                                                           | 大統領                    | 所属政党                       | 期                            | 在任期間                       | 在任期間     | 備考                                                                     | 副大統領 | 副大統領                                                      |
| 0(1)                             | アリー・アブドッラー・サーレハ علي عبدالله صالح Ali Abdullah Saleh               |                           | 国民全体会議 （GPC）           | －                            | 1994年10月1日 - 1999年9月23日  | 16年 + 246日 |                                                                          |          | アブド・ラッボ・マンスール・ハーディー Abd Rabbuh Mansur Hadi |
| 0(1)                             | アリー・アブドッラー・サーレハ علي عبدالله صالح Ali Abdullah Saleh               | 1                         | 国民全体会議 （GPC）           | 1999年9月23日 - 2006年9月20日 |                                | 16年 + 246日 |                                                                          |          | アブド・ラッボ・マンスール・ハーディー Abd Rabbuh Mansur Hadi |
| 0(1)                             | アリー・アブドッラー・サーレハ علي عبدالله صالح Ali Abdullah Saleh               | 2                         | 国民全体会議 （GPC）           | 2006年9月20日 - 2011年6月4日  | 職務停止                       | 16年 + 246日 |                                                                          |          | アブド・ラッボ・マンスール・ハーディー Abd Rabbuh Mansur Hadi |
| 00－                             | アブド・ラッボ・マンスール・ハーディー عبد ربه منصور هادي Abd Rabbuh Mansur Hadi | 2                         |                                | 国民全体会議 （GPC）          | 2011年6月4日 - 2011年9月23日   | 111日        | 大統領代行 （副大統領）                                                  |          | アブド・ラッボ・マンスール・ハーディー Abd Rabbuh Mansur Hadi |
| 0(1)                             | アリー・アブドッラー・サーレハ علي عبدالله صالح Ali Abdullah Saleh               | 2                         |                                | 国民全体会議 （GPC）          | 2011年9月23日 - 2011年12月23日 | 157日        |                                                                          |          | アブド・ラッボ・マンスール・ハーディー Abd Rabbuh Mansur Hadi |
| 0(1)                             | アリー・アブドッラー・サーレハ علي عبدالله صالح Ali Abdullah Saleh               | 2                         | 2011年12月23日 - 2012年2月25日 | 国民全体会議 （GPC）          | 名目上                         | 157日        |                                                                          |          | アブド・ラッボ・マンスール・ハーディー Abd Rabbuh Mansur Hadi |
| 00－                             | アブド・ラッボ・マンスール・ハーディー عبد ربه منصور هادي Abd Rabbuh Mansur Hadi | 2                         |                                | 国民全体会議 （GPC）          | 2011年12月23日 - 2012年2月25日 | 64日         | 大統領代行 （副大統領）                                                  |          | アブド・ラッボ・マンスール・ハーディー Abd Rabbuh Mansur Hadi |
| 002                              | アブド・ラッボ・マンスール・ハーディー عبد ربه منصور هادي Abd Rabbuh Mansur Hadi | 3                         | 2012年2月25日 - 2022年4月7日   | 国民全体会議 （GPC）          | 10年 + 41日                    | 大統領職廃止 |                                                                          | （不在） |                                                               |
| 002                              | アブド・ラッボ・マンスール・ハーディー عبد ربه منصور هادي Abd Rabbuh Mansur Hadi | 3                         | 2012年2月25日 - 2022年4月7日   | 国民全体会議 （GPC）          | 10年 + 41日                    | 大統領職廃止 | ハーリド・バハーハ Khaled Mahfoudh Bahah （2015年4月13日以降）           |          |                                                               |
| 002                              | アブド・ラッボ・マンスール・ハーディー عبد ربه منصور هادي Abd Rabbuh Mansur Hadi | 3                         | 2012年2月25日 - 2022年4月7日   | 国民全体会議 （GPC）          | 10年 + 41日                    | 大統領職廃止 | アリー・ムフシンアル＝アフマル Ali Mohsen al-Ahmar （2016年4月13日以降） |          |                                                               |
| 大統領指導評議会議長 (2022-現在) |                                                                                  |                           |                                |                               |                                |              |                                                                          |          |                                                               |
| 代                               | 議長                                                                             | 議長                      | 所属政党                       | 期                            | 在任期間                       | 在任期間     | 備考                                                                     | 副議長   | 副議長                                                        |
| 003                              | ラシャード・アル＝アリーミー رشاد العليمي Rashad al-Alimi                        |                           | 国民全国会議 （GPC）           | －                            | 2022年4月7日 - （現職）        | 2年 + 339日  |                                                                          |          | アイドルース・アッ＝ズバイディー Aidarus al-Zoubaidi          |
| フーシ派政権 (2015-現在)         |                                                                                  |                           |                                |                               |                                |              |                                                                          |          |                                                               |
| 最高革命委員会委員長 (2015-2016) |                                                                                  |                           |                                |                               |                                |              |                                                                          |          |                                                               |
| 代                               | 委員長                                                                           | 委員長                    | 所属政党                       | 期                            | 在任期間                       | 在任期間     | 備考                                                                     | 副委員長 | 副委員長                                                      |
| 001                              | ムハンマド・アリ・アル＝フーシ محمد علي الحوثي Mohammed Ali al-Houthi            |                           | フーシ                         | －                            | 2015年2月6日 - 2016年8月15日   | 1年 + 191日  | 委員長職廃止                                                             |          | ナーイフ・アハマド・アル＝カーニス Naef Ahmed al-Qanis        |
| 最高政治評議会議長 (2016-現在)   |                                                                                  |                           |                                |                               |                                |              |                                                                          |          |                                                               |
| 代                               | 議長                                                                             | 議長                      | 所属政党                       | 期                            | 在任期間                       | 在任期間     | 備考                                                                     | 副議長   | 副議長                                                        |
| 001                              | サーレハ・アリ・ッ＝サンマード صالح علي الصماد Saleh Ali al-Sammad               |                           | フーシ                         | －                            | 2016年8月15日 - 2018年4月19日  | 1年 + 232日  | 在任中に死去                                                             |          | カーセム・ラボーザ Qassem Labozah                             |
| 00－                             | （欠員）                                                                         | （欠員）                  | （欠員）                       | －                            | 2018年4月19日 - 2018年4月25日  | 6日          |                                                                          |          | カーセム・ラボーザ Qassem Labozah                             |
| 002                              | マフディー・アル＝マシャート مهدي المشاط Mahdi al-Mashat                         |                           | フーシ                         | －                            | 2018年4月25日 - （現職）       | 6年 + 321日  |                                                                          |          | カーセム・ラボーザ Qassem Labozah                             |